# Multi Ammunition Softkill System

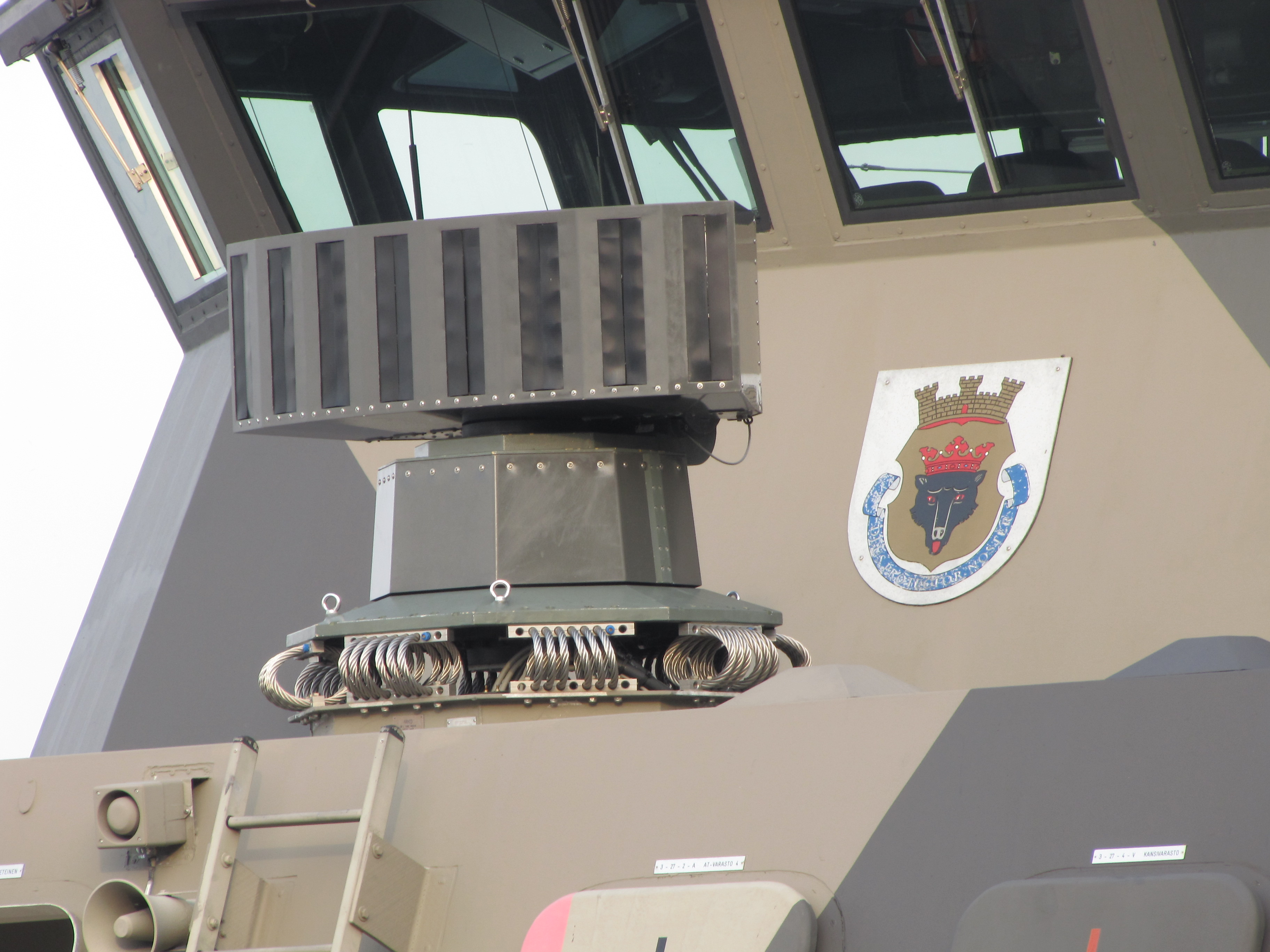
Il lanciatore MASS posizionato sulla motocannoniera missilistica finlandese Pori, di classe Hamina

Il Multi Ammunition Softkill System o MASS è un sistema di autodifesa a corto raggio per vascelli militari medio-piccoli (principalmente fregate e corvette) progettato dalla società tedesca Rheinmetall. È concepito per il lancio multiplo di speciali dispositivi che, operando su ogni lunghezza d'onda e sull'intero spettro elettromagnetico, sono in grado di nascondere la nave a tutti i tipi di sensore (radar, laser, infrarossi, ultravioletti ed elettro-ottici). Essendo integrato con il sistema di controllo della nave, il MASS può operare in modo autonomo, riducendo così il tempo di risposta alla minaccia.

## Utilizzatori
- Canada
  - Fregate classe Halifax
- Corea del Sud
  - Navi anfibie classe LST-II
- Emirati Arabi Uniti
  - Corvette classe Baynunah
  - Corvette classe Abu Dhabi
  - Pattugliatori classe Falaj 2
- Finlandia
  - Motocannoniere missilistiche classe Rauma
  - Motocannoniere missilistiche classe Hamina
  - Posamine classe Hämeenmaa
- Germania
  - Fregate classe Brandenburg
  - Fregate classe Baden-Württemberg (in costruzione)
  - Corvette classe Braunschweig
  - Cacciamine classe Frankenthal
  - Cacciamine classe Kulmbach
- Norvegia
  - Corvette classe Skjold
- Nuova Zelanda
  - Fregate classe ANZAC
- Oman
  - Corvette classe Kharif
- Pakistan
  - Fregate classe Tariq
- Perù
  - Fregate classe Carvajal
- Svezia
  - Corvette classe Stockholm
  - Corvette classe Göteborg
  - Corvette classe Visby